# Norte (paroisse civile)
Pour les articles homonymes, voir Norte.
Norte est l'une des quatre ou cinq paroisses civiles, de la municipalité de Carirubana dans l'État de Falcón au Venezuela. Sa capitale est Punto Fijo dont elle constitue les quartiers nord et dont elle tire son nom, « nord » se disant norte en espagnol.

## Géographie

### Démographie
La paroisse civile, dont le territoire grossièrement triangulaire et allongé d'ouest en est, constitue l'une des paroisses urbaines de la ville de Punto Fijo, notamment ses quartiers nord. Elle est divisée en trois quartiers principaux d'ouest en est : Las Piedras sur une péninsule s'enfonçant dans l'océan Atlantique, Caja de Agua et Santa Elena.